# Lingsugur
Lingsugur es una ciudad de la India en el distrito de Raichur, estado de Karnataka.

## Geografía
Se encuentra a una altitud de 508 m s. n. m. a 467 km de la capital estatal, Bangalore, en la zona horaria UTC +5:30.

## Demografía
Según estimación 2011 contaba con una población de 33 043 habitantes.